# Isochromodes divergentata
Isochromodes divergentata är en fjärilsart som beskrevs av Paul Dognin 1924. Isochromodes divergentata ingår i släktet Isochromodes och familjen mätare. Inga underarter finns listade i Catalogue of Life.